# (18396) Nellysachs
(18396) Nellysachs est un astéroïde de la ceinture principale.

## Description
(18396) Nellysachs est un astéroïde de la ceinture principale. Il fut découvert le 21 septembre 1992 à Tautenburg par Freimut Börngen et Lutz Dieter Schmadel. Il présente une orbite caractérisée par un demi-grand axe de 2,39 UA, une excentricité de 0,18 et une inclinaison de 3,0° par rapport à l'écliptique.

## Compléments